# Генадий II Схоларий
Генадий II Схоларий (първо Георги Схоларий) (на гръцки: Γεώργιος Κουρτέσιος Σχολάριος, на латински: Georgios Kourtesios Scholarios; * ок. 1400, Константинопол, Източна Римска империя; † ок. 1473, Серски манастир, Османска империя) е философ и теолог и първият вселенски патриарх на Константинопол (1454 – 1464) под турско владетелство, след прекратяването на съществуването на Византийската империя. Също така е водещ гръко-православен аристотелиански ориентиран теолог и полемик на своето време. Автор е на 100 – 120 произведения.

## Живот
Голям познавач на западните философия и теология. Първо е учител по философия. Неговите колеги му казват „Латинистът“. Той коментира аристотелските и неоплатонските текстове и ги ползва в часовете си.
Император Йоан VIII Палеолог (1425 – 1448) го прави свой съветник по теология. Той придружава Йоан VIII на Фераро-флорентинския събор (1438 – 1439). През 1454 г. става патриарх на Константинопол до 1464 г.
Генадий II Схоларий оставя през 1464 г. катедрата си и отива в манастирa „Свети Йоан Предтеча“ близо до Сяр (североизточно от Солун), където пише книги и умира през 1473 г. Гробът му е в католикона на манастира.

## Произведения
Автор е на:
- Orationes (presentades al concili de Florència)
- Apologia pro quinque Capitibus Concilii Floreentini
- Exposició de la fe cristiana en grec
- Περὶ τῆς μόνης όδοῦ πρὸς την σωτηπίαν τῶν ἀνθρώπων.